# Ministerium für Fischerei und Meeresressourcen (Namibia)
Das Ministerium für Fischerei und Meeresressourcen (englisch Ministry of Fisheries and Marine Resources; MFMR) war von 1990 bis 2025 das Fischerei- und Meeresministerium von Namibia. Es ging am 22. März im Ministerium für Landwirtschaft, Fischerei, Wasser und Landreform auf.
Aufgabe des Ministeriums war es, die Nutzung der reichen Fischvorkommen in der namibischen 200-Meilen-Zone im Atlantik zu organisieren, zu genehmigen und zu überwachen. Hierzu zählten auch die Nutzung von anderen marinen Ressourcen und die Binnenfischerei. Es betrieb unter anderem das Nationalaquarium von Namibia in Swakopmund.
Das Ministerium betrieb zwei Hochseeschiffe zur Sicherung der Küstengewässer, die Nathaniël Maxuilili (benannt nach Nathaniël Maxuilili) und die Anna Kakurukaze Mungunda (nach Anna Mungunda) sowie das Forschungsschiff Mirabilis (nach der Mirabilis).

## Organisationsstrukturen
Das Ministerium gliederte sich in fünf Direktorate, denen jeweils ein Direktor vorstand:
- Operationen (englisch Operations)
- Ressourcenmanagement (englisch Resource Management)
- Aquakultur (englisch Aquaculture)
- Allgemeine Dienste (englisch General Services)
- Regelungen, Planung und Ökonomie (englisch Policies, Planning and Economics)